# Pseudo-Jacquemart

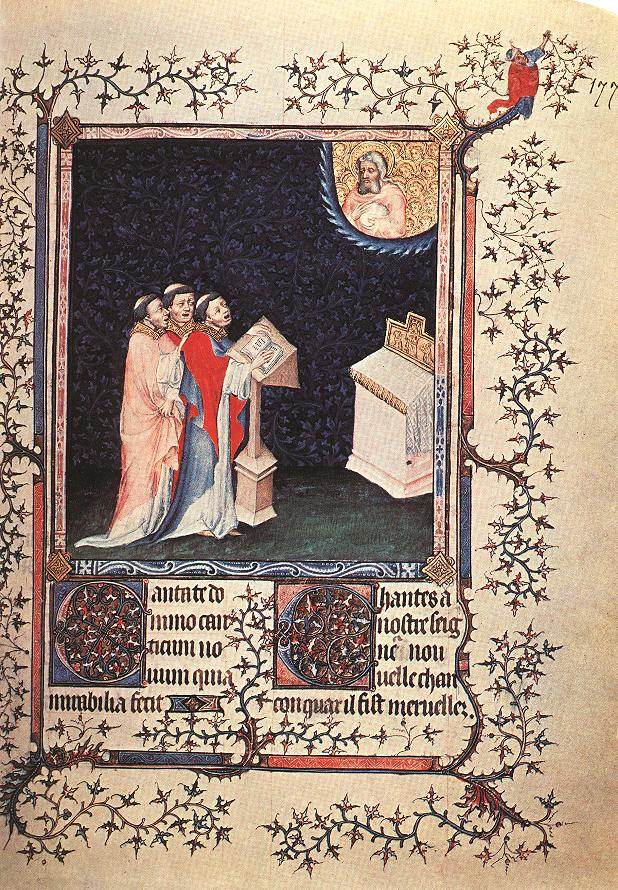
Psalter van Jean de Berry, Cantate Domino

De Pseudo-Jacquemart is de noodnaam van een anonieme meester werkzaam in de boekverluchting in Parijs en Bourges tussen 1380 en 1415. Zijn werk leek, na een samenwerking van meer dan 20 jaar, zo sterk op dat van de miniaturist Jacquemart de Hesdin dat men hem de Pseudo-Jacquemart ging noemen.

## Biografische en stilistische elementen
De kunstenaar die we kennen als de Pseudo-Jacquemart was een miniaturist die in Frankrijk werkte, misschien was hij een van de vele Vlaamse kunstenaars die zich in de tweede helft van de 14e eeuw in Frankrijk vestigden. Het was Millard Meiss die als eerste het onderscheid ging maken tussen het werk van de Pseudo-Jacquemart en dat van Jacquemart de Hesdin zelf.
Hij werkte hoofdzakelijk in dienst van Jan van Berry, in de schaduw van de grote verluchters die voor deze boekverzamelaar werkten zoals naast Jacquemart, Jean le Noir, André Beauneveu, de Boucicaut-meester en de Gebroeders Van Limburg. Hij maakte voor de grote meesters de margedecoratie, de kleine kalenderminiaturen, versierde initialen en dergelijke, maar hij maakte ook getijdenboeken voor anonieme opdrachtgevers waarbij hij dikwijls samenwerkte met andere Parijse miniaturisten zoal bijvoorbeeld de Luçon-meester en de Bedford-meester.
In 1380 was hij misschien  al betrokken bij de realisatie van de Très belles heures de Notre Dame (BnF, Md. nov. acq. lat. 3093). Het eerste werk dat met zekerheid aan hem kan toegeschreven worden is een manuscript van de Legenda aurea (Londen, British Library Royal Ms. 19. B. XVII) gemaakt in 1382. Verder zijn er negen andere handschriften waarin werk van hem kan aangeduid worden zoals: het Psalter van Jean de Berry (BnF, Ms. fr. 13091) uit 1386, de Petites heures du duc de Berry (BnF, Ms. lat. 18014) uit 1390 en de Grandes Heures du duc de Berry uit 1490 (BnF, Mc. lat. 919). Van dit laatste werk is de meeste illustratie die bewaard is gebleven van zijn hand. Hij kopieerde hiervoor decoratie en miniaturen uit diverse werken in het bezit van de hertog, zodat dit werk bijna een retrospectief overzicht werd van de kunstenaars die voor de hertog werkten. In zijn laatste werk, een lectionarium voor de Sainte-Chapelle in Bourges van ca. 1410, kopieerde hij miniaturen van de Boucicaut-meester en zou hij diens tekeningen als model gebruikt hebben.
Voor Meiss is de stijl van deze anonieme meester een getrouwe imitatie van de grote meesters voor wie hij werkte. Andere kunsthistorici zien bij deze meester een meer theatrale, dramatische compositie, meer lineaire tekening en een intenser kleurenpallet. De miniaturen uit zijn beginperiode zijn meer verhalend en sluiten aan bij het werk van oudere meesters zoals dat van de Meester van het parement van Narbonne, maar in de loop van zijn carrière schuift hij meer op naar de stijl van de eigentijdse meesters waarmee hij samenwerkte.
Deze meester wordt soms vereenzelvigd met de schoonbroer van Jacquemart de Hesdin, Jean Petit. Ze zouden in 1398 samen gewerkt hebben aan de decoratie van het paleis van de hertog in Poitiers. Hij werd door een andere schilder in dienst van Jean de Berry, Jean de Hollande, beticht van diefstal van kleurstoffen en modellen: …brisié et rompu son coffre estant ou chastel de la ville de Poitiers, et pris et emporté certaines couleurs et patrons estant en icelui. Naar aanleiding van de ruzie die volgde op deze diefstal die zou gepleegd zijn door de bediende van Jacquemart, een zekere Godefroy, werd de schoonbroer van Jean de Hollande, Perrot Garnier, neergestoken door Godefroy. Maar Jan van Berry zorgt ervoor dat Jacquemart vrijuit gaat.

## Toegeschreven werk

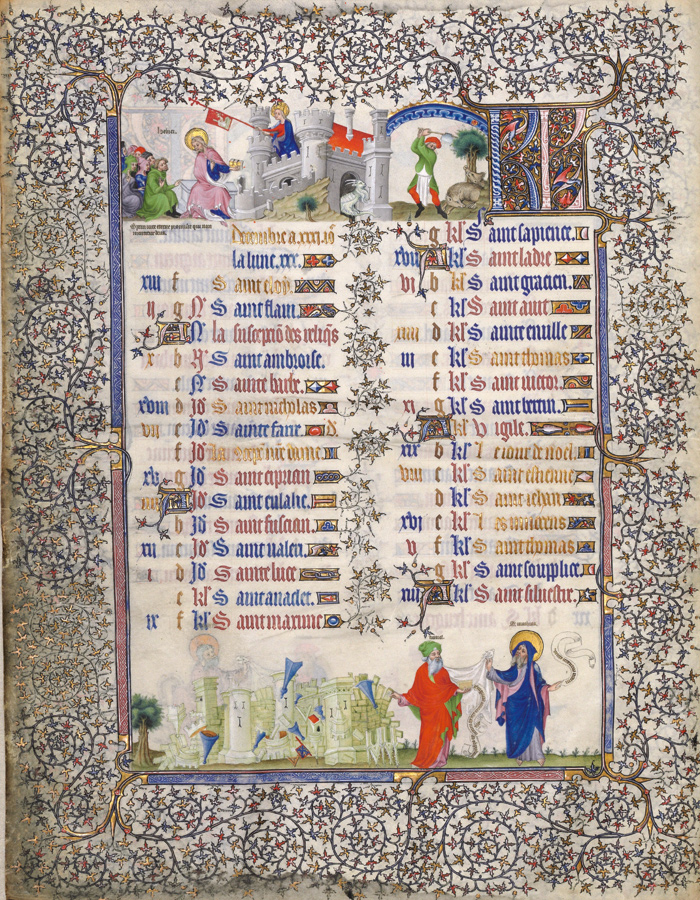
Maand december van de kalender van de Grandes Heures du duc de Berry, f. 6v

- Brevier voor het gebruik van Saint-Ambroix in Bourges, circa 1380, gemeentelijke Bibliotheek van Bourges, Ms. 16
- De gouden Legende, een manuscript van Jacques de Voragine, omstreeks 1382, British Library, Londen, Royal 19 B XVII[4]
- Petites heures du duc de Berry, in samenwerking met Jacquemart de Hesdin en de Meester van de Trinité, 1385-1390, Bibliothèque nationale de France, Lat.18014
- Psalter van Jean de Berry, omstreeks 1386, 6 miniaturen, in samenwerking met André Beauneveu en Jacquemart de Hesdin, BnF Fr13091[5]
- Très belles heures de Notre-Dame, initialen en de bas-de-pages in de eerste campagne van de verluchting in samenwerking met de Meester van het parement van Narbonne, 1390-1405, BnF, NAL 3093
- Getijden voor het gebruik van Rome, gemaakt voor een onbekende dame, misschien Marie de Berry, in samenwerking met de Mazarine-meester en de Luçon-meester, 1400, Bibliothèque municipale de Quimper, Ms. 42
- Historiebijbel van Guiart des Moulins, enkele miniaturen (ff. 1, 3v-5v, 7-8, 10-16) toegeschreven aan een navolger van Jacquemart de Hesdin worden soms toegeschreven aan de Pseudo-Jacquemart, British Library, Harley 4381[6]
- Getijdenboek voor het gebruik van Bourges, een paar miniaturen in samenwerking met de Luçon-meester, 1405-1410, British Library, Yates Thompson 37
- Getijdenboek, circa 1410, Russische Nationale Bibliotheek, Sint-Petersburg, Rasna. V. v.I,8
- Grandes Heures du duc de Berry, de overgebleven kleine miniaturen, 1407-1409, BnF, Lat.919
- Getijdenboek, circa 1410, Getty Center, Los Angeles, Ms. 36[7]
- Een lectionarium van de Sainte-Chapelle van Bourges, in samenwerking met het atelier van de Boucicaut-meester, 1410, BM Bourges
- Très Riches Heures du duc de Berry, De initialen in de tweede verluchtingscampagne, 1411-1416, Musée Condé, Chantilly, Ms. 65

## Weblinks
- Lectionarium Bourges

- International Standard Name Identifier: 0000 0000 6913 143X
- Library of Congress Control Number: no2011011662
- Union List of Artist Names: 500009957
- Virtual International Authority File: 95741830
- WorldCat: E39PCjthMDdWtbrYRK3hgqmFmm